# Soar
Il fiume Soar è il più importante affluente del fiume Trent, nelle Midlands Orientali inglesi ed è il principale fiume del Leicestershire. La sua sorgente è a metà strada tra Hinckley e Lutterworth. Scorre poi verso nord, attraversando Leicester, dove si unisce con il Grand Union Canal e continua poi attraverso la valle del Soar, passando oltre Loughborough e Kegworth fino a raggiungere il Trent, al confine della contea. A partire dal XVIII secolo il Soar fu reso navigabile.

## Etimologia
Il nome Soar fa parte di una famiglia di antichi idronimi derivati dalla radice "*ser-": "scorrere" tra cui il Saravus ( un tributario della Mosella in Belgio). "Sera" ("la Serre", "la Cère" e "le Séran", 3 fiumi in Francia). "Serantia" ("Sierentz", Alsazia), "Serma" ("Schremm", Brandeburgo), "Sora" ("Cwm Sorgwm", Galles), "Sorna" ("die Zorn", Alsazia), "Sara" ("Saire"), "Saar(e)" (Brandeburgo), "Saros" ("Sar", Spagna), "Sarius" (Serio, Lombardia), "Sarià" (Lituania), Saravus (Saar, Germania), Sarnivos ("Sernf", Glarus), etc.
Secondo il suggerimento di William Somner (1701) il fiume Soar in passato era chiamato Leir,  dal Brittonico: *Ligera o *Ligora, nome vicino al francese Loire (Loira). 
Questa teoria è basata sul nome della città di Leicester (come di Loughborough e del paese di Leire) essendo derivati dal nome del fiume.